# Danilo (football, 1991)
Pour les articles homonymes, voir Danilo.
Ne doit pas être confondu avec le footballeur portugais Danilo Pereira.
Danilo Luiz da Silva, dit Danilo, né le 15 juillet 1991 à Bicas, dans l'État de Minas Gerais au Brésil, est un footballeur international brésilien jouant au poste de latéral ou défenseur central au CR Flamengo.

## Biographie

### Carrière en club

#### Santos FC (2010-2011)
Le 1er juin 2010, Danilo est transféré au Santos FC, après l'acquisition par le club pauliste de 37,5 % des droits détenus par le Grupo Sonda et bien que son club d'origine, l'América Mineiro, dispose toujours de 25 % de ses droits. 
Le 16 juin 2011, il joue la finale aller de la Copa Libertadores contre le CA Peñarol au stade Centenario de Montevideo. Son club, le Santos FC, obtient un match nul zéro à zéro à l'extérieur. Le 22 juin 2011, lors de la finale retour, il est titulaire et inscrit à la 69e minute le second but de la victoire par deux buts à un du Santos FC, ce qui permet au club brésilien de remporter la Copa Libertadores.

#### FC Porto (2011-2015)
Le 19 juillet 2011, il signe au FC Porto pour un montant de 13 millions d'euros. Néanmoins, le Santos FC se met d'accord avec son homologue portugais afin que le joueur reste jusqu'en décembre 2011 pour disputer le Mondial des clubs 2011. Il rejoint définitivement le club portugais le 4 janvier 2012 pour une durée de cinq ans. Peu après son arrivée, lors du match de Ligue Europa contre Manchester City remporté par les Anglais sur le score de deux buts à un, Danilo se blesse gravement aux ligaments du genou.
Le 10 mars 2015, à la 18e minute du match retour du huitième de finale de la Ligue des champions entre son équipe et le FC Bâle, il se blesse dans un choc spectaculaire avec son gardien Fabiano. Il est remplacé par Bruno Martins Indi et directement emmené à l'hôpital. Sans lui, son équipe se qualifie toutefois pour les quarts de finale en battant les Suisses par 4 buts à zéro.

#### Real Madrid (2015-2017)
Le 31 mars 2015, le FC Porto et le Real Madrid trouvent un accord à hauteur de 31 millions d'euros pour le transfert du jeune défenseur brésilien de 23 ans. Il signe un contrat de cinq ans et rejoint son nouveau club, le Real Madrid, le 1er juillet 2015.
Remplaçant au coup d'envoi, il entre en jeu à la place Dani Carvajal à la 52e minute et remporte sur le terrain avec le Real Madrid la Ligue des champions de l'UEFA 2015-2016.

#### Manchester City (2017-2019)
Il quitte l'Espagne pour l'Angleterre et Manchester City le 23 juillet 2017, y paraphant un contrat de cinq ans pour un montant de 30 M€.

#### Juventus (2019-2025)
Il quitte l'Angleterre pour l'Italie et rejoint la Juventus le 6 août 2019. Danilo rejoint les Bianconeri pour une somme de 37M € + un joueur échangé (João Cancelo faisant lui le chemin inverse). Le joueur brésilien dispute son premier match avec la formation turinoise le 10 août 2019, lors d'un match amical dans le cadre de la dernière journée de l'International Champions Cup 2019 face à l'Atlético Madrid, en entrant en jeu à la 71e minute de jeu à la place de Mattia De Sciglio (défaite 2-1 à la Friends Arena). Le 13 août 2019, il est officiellement présenté à la presse, où il annonce qu'il portera le numéro 13.
Le 31 août 2019 lors de la deuxième journée de championnat opposant la Juventus et le SSC Napoli, Danilo entre à la suite de la blessure de son coéquipier Mattia De Sciglio, quelques secondes après son entrée et sur son deuxième ballon, Danilo marque son premier but sous le maillot turinois.

### Équipe du Brésil
Danilo honore sa première sélection le 14 septembre 2011, lors d'une rencontre amicale contre l'Argentine terminant sur un score de 0-0.  L'année suivante, il disputa les Jeux Olympiques 2012 avec sa nation, le Brésil terminera finaliste de la compétition. Il participa à sa première grande compétition internationale six ans plus tard, lors de la Coupe du monde 2018.  
Il fait partie des joueurs ayant participé à la Copa America 2021 où le Brésil s'inclinera en finale contre l'Argentine.  Le 7 novembre 2022, il est sélectionné par Tite pour participer à la Coupe du monde 2022.  Le 10 mai 2024, il figure dans la liste des joueurs retenus par Dorival Júnior pour participer à la Copa América 2024.

## Vie privée
Il a rencontré sa compagne, Clarice Sales, lors d'un enterrement auquel ils assistaient tous les deux. Ils ont deux fils, Miguel et Joao.

## Statistiques détaillées
| Saison                | Club                  | Championnat           | Championnat | Championnat | Championnat | Coupe(s) nationale(s) | Coupe(s) nationale(s) | Coupe(s) nationale(s) | Compétition(s) continentale(s) | Compétition(s) continentale(s) | Compétition(s) continentale(s) | Compétition(s) continentale(s) | Coupe du monde des clubs | Coupe du monde des clubs | Coupe du monde des clubs | Ligue régionale | Ligue régionale | Ligue régionale | Brésil | Brésil | Brésil | Total | Total | Total |
| Saison                | Club                  | Division              | M.          | B.          | P.d.        | M.                    | B.                    | P.d.                  | Comp.                          | M.                             | B.                             | P.d.                           | M.                       | B.                       | P.d.                     | M.              | B.              | P.d.            | M.     | B.     | P.d.   | M.    | B.    | P.d.  |
| 2009                  | América Mineiro       | Série C               | 8           | 0           | 0           | -                     | -                     | -                     | -                              | -                              | -                              | -                              | -                        | -                        | -                        | 2               | 0               | 0               | -      | -      | -      | 10    | 0     | 0     |
| 2010                  | América Mineiro       | Série B               | 7           | 0           | 0           | -                     | -                     | -                     | -                              | -                              | -                              | -                              | -                        | -                        | -                        | 12              | 2               | 0               | -      | -      | -      | 19    | 2     | 0     |
| Sous-total            | Sous-total            | Sous-total            | 15          | 0           | 0           | -                     | -                     | -                     | -                              | -                              | -                              | -                              | -                        | -                        | -                        | 14              | 2               | 0               | -      | -      | -      | 29    | 2     | 0     |
| 2010                  | Santos FC             | Série A               | 26          | 4           | 2           | -                     | -                     | -                     | -                              | -                              | -                              | -                              | -                        | -                        | -                        | -               | -               | -               | -      | -      | -      | 26    | 4     | 2     |
| 2011                  | Santos FC             | Série A               | 23          | 1           | 1           | -                     | -                     | -                     | CL                             | 14                             | 4                              | 0                              | 2                        | 1                        | 0                        | 14              | 0               | 0               | 4      | 0      | 0      | 57    | 6     | 1     |
| Sous-total            | Sous-total            | Sous-total            | 49          | 5           | 3           | -                     | -                     | -                     | -                              | 14                             | 4                              | 0                              | 2                        | 1                        | 0                        | 14              | 0               | 0               | 4      | 0      | 0      | 83    | 10    | 3     |
| 2011-2012             | FC Porto              | Liga Sagres           | 6           | 0           | 0           | 1                     | 0                     | 0                     | C3                             | 1                              | 0                              | 0                              | -                        | -                        | -                        | -               | -               | -               | 4      | 0      | 1      | 12    | 0     | 1     |
| 2012-2013             | FC Porto              | Liga Sagres           | 28          | 2           | 5           | 8                     | 1                     | 1                     | C1                             | 7                              | 0                              | 1                              | -                        | -                        | -                        | -               | -               | -               | -      | -      | -      | 43    | 3     | 7     |
| 2013-2014             | FC Porto              | Liga Sagres           | 28          | 3           | 4           | 9                     | 0                     | 0                     | C1+C3                          | 6+6                            | 0                              | 2                              | -                        | -                        | -                        | -               | -               | -               | -      | -      | -      | 49    | 3     | 6     |
| 2014-2015             | FC Porto              | Liga Sagres           | 29          | 6           | 0           | 2                     | 0                     | 0                     | C1                             | 10                             | 1                              | 1                              | -                        | -                        | -                        | -               | -               | -               | 8      | 0      | 1      | 49    | 7     | 2     |
| Sous-total            | Sous-total            | Sous-total            | 91          | 11          | 9           | 20                    | 1                     | 1                     | -                              | 30                             | 1                              | 4                              | -                        | -                        | -                        | -               | -               | -               | 12     | 0      | 2      | 153   | 13    | 16    |
| 2015-2016             | Real Madrid           | Liga                  | 24          | 2           | 5           | -                     | -                     | -                     | C1                             | 7                              | 0                              | 0                              | -                        | -                        | -                        | -               | -               | -               | 1      | 0      | 0      | 32    | 2     | 5     |
| 2016-2017             | Real Madrid           | Liga                  | 17          | 1           | 2           | 5                     | 0                     | 0                     | C1                             | 3                              | 0                              | 1                              | -                        | -                        | -                        | -               | -               | -               | -      | -      | -      | 25    | 1     | 3     |
| Sous-total            | Sous-total            | Sous-total            | 41          | 3           | 7           | 5                     | 0                     | 0                     | -                              | 10                             | 0                              | 1                              | -                        | -                        | -                        | -               | -               | -               | 1      | 0      | 0      | 57    | 3     | 8     |
| 2017-2018             | Manchester City       | Premier League        | 23          | 3           | 1           | 9                     | 0                     | 0                     | C1                             | 6                              | 0                              | 0                              | -                        | -                        | -                        | -               | -               | -               | 4      | 0      | 1      | 42    | 3     | 2     |
| 2018-2019             | Manchester City       | Premier League        | 11          | 1           | 0           | 9                     | 0                     | 0                     | C1                             | 2                              | 0                              | 0                              | -                        | -                        | -                        | -               | -               | -               | 4      | 0      | 0      | 26    | 1     | 0     |
| Sous-total            | Sous-total            | Sous-total            | 34          | 4           | 1           | 18                    | 0                     | 1                     | -                              | 8                              | 0                              | 0                              | -                        | -                        | -                        | -               | -               | -               | 8      | 0      | 1      | 68    | 4     | 3     |
| 2019-2020             | Juventus FC           | Serie A               | 22          | 2           | 0           | 4                     | 0                     | 0                     | C1                             | 6                              | 0                              | 0                              | -                        | -                        | -                        | -               | -               | -               | 2      | 1      | 0      | 34    | 3     | 0     |
| 2020-2021             | Juventus FC           | Serie A               | 34          | 1           | 1           | 4                     | 0                     | 0                     | C1                             | 7                              | 0                              | 0                              | -                        | -                        | -                        | -               | -               | -               | 11     | 0      | 1      | 56    | 1     | 2     |
| 2021-2022             | Juventus FC           | Serie A               | 22          | 1           | 2           | 4                     | 1                     | 0                     | C1                             | 5                              | 0                              | 1                              | -                        | -                        | -                        | -               | -               | -               | 7      | 0      | 0      | 38    | 2     | 3     |
| 2022-2023             | Juventus FC           | Serie A               | 37          | 3           | 2           | 4                     | 0                     | 0                     | C1+C3                          | 5+8                            | 0+0                            | 0+0                            | -                        | -                        | -                        | 2               | 0               | 0               | 6      | 0      | 0      | 62    | 3     | 2     |
| 2023-2024             | Juventus FC           | Serie A               | 29          | 1           | 1           | 4                     | 0                     | 2                     | -                              | -                              | -                              | -                              | -                        | -                        | -                        | -               | -               | -               | 10     | 0      | 0      | 43    | 1     | 3     |
| 2024-2025             | Juventus FC           | Serie A               | 12          | 0           | 1           | 0                     | 0                     | 0                     | C1                             | 4                              | 0                              | 0                              | -                        | -                        | -                        | -               | -               | -               | 3      | 0      | 0      | 19    | 0     | 1     |
| Sous-total            | Sous-total            | Sous-total            | 156         | 8           | 7           | 20                    | 1                     | 2                     | -                              | 35                             | 0                              | 1                              | -                        | -                        | -                        | -               | -               | -               | 39     | 1      | 1      | 250   | 10    | 11    |
| 2025                  | CR Flamengo           | Série A               | 4           | 0           | 0           | 2                     | 1                     | 0                     | CL                             | 2                              | 0                              | 0                              | 1                        | 1                        | 0                        | 4               | 0               | 0               | 1      | 0      | 0      | 14    | 2     | 0     |
| Total sur la carrière | Total sur la carrière | Total sur la carrière | 372         | 31          | 28          | 65                    | 3                     | 4                     | -                              | 97                             | 6                              | 6                              | 3                        | 2                        | 0                        | 32              | 2               | 0               | 65     | 1      | 4      | 634   | 45    | 42    |

### En sélection nationale
| Saison                | Sélection             | Phases finales          | Phases finales | Phases finales | Phases finales | Éliminatoires CDM | Éliminatoires CDM | Éliminatoires CDM | Matchs amicaux | Matchs amicaux | Matchs amicaux | Total | Total | Total |
| Saison                | Sélection             | Compétition             | M              | B              | Pd             | M                 | B                 | Pd                | M              | B              | Pd             | M     | B     | Pd    |
| --------------------- | --------------------- | ----------------------- | -------------- | -------------- | -------------- | ----------------- | ----------------- | ----------------- | -------------- | -------------- | -------------- | ----- | ----- | ----- |
| 2011-2012             | Brésil                | -                       | -              | -              | -              | -                 | -                 | -                 | 6              | 0              | 1              | 6     | 0     | 1     |
| 2014-2015             | Brésil                | Copa América 2015       | -              | -              | -              | -                 | -                 | -                 | 8              | 0              | 1              | 8     | 0     | 1     |
| 2015-2016             | Brésil                | Copa América Centenario | -              | -              | -              | 0                 | 0                 | 0                 | 1              | 0              | 0              | 1     | 0     | 0     |
| 2017-2018             | Brésil                | Coupe du monde 2018     | 1              | 0              | 0              | 0                 | 0                 | 0                 | 3              | 0              | 1              | 4     | 0     | 1     |
| 2018-2019             | Brésil                | Copa América 2019       | -              | -              | -              | -                 | -                 | -                 | 4              | 0              | 0              | 4     | 0     | 0     |
| 2019-2020             | Brésil                | -                       | -              | -              | -              | -                 | -                 | -                 | 2              | 1              | 0              | 2     | 1     | 0     |
| 2020-2021             | Brésil                | Copa América 2021       | 7              | 0              | 0              | 6                 | 0                 | 1                 | -              | -              | -              | 13    | 0     | 1     |
| 2021-2022             | Brésil                | -                       | -              | -              | -              | 7                 | 0                 | 0                 | -              | -              | -              | 7     | 0     | 0     |
| 2022-2023             | Brésil                | Coupe du monde 2022     | 3              | 0              | 0              | -                 | -                 | -                 | 3              | 0              | 0              | 6     | 0     | 0     |
| 2023-2024             | Brésil                | Copa América 2024       | 4              | 0              | 0              | 3                 | 0                 | 0                 | 3              | 0              | 0              | 10    | 0     | 0     |
| 2024-2025             | Brésil                | -                       | -              | -              | -              | 1                 | 0                 | 0                 | -              | -              | -              | 1     | 0     | 0     |
| Total sur la carrière | Total sur la carrière | Total sur la carrière   | 15             | 0              | 0              | 17                | 0                 | 1                 | 30             | 1              | 3              | 62    | 1     | 4     |

## Palmarès

### En club
|  |  | América Mineiro - Série C - Champion : 2009 |  | Santos FC - Campeonato Paulista - Champion : 2011 - Copa Libertadores - Vainqueur : 2011 |  | FC Porto - Liga Sagres - Champion : 2012 et 2013 |  | Real Madrid - Liga - Champion : 2017 - Ligue des champions - Vainqueur : 2016 et 2017 - Supercoupe de l'UEFA - Vainqueur :2016 - Coupe du monde des clubs de la FIFA - Vainqueur : 2016 |  | Manchester City - Premier League - Champion : 2018 et 2019 - Coupe de la Ligue anglaise - Vainqueur : 2018 et 2019 - Coupe d'Angleterre - Vainqueur : 2019 |  |  | Juventus Turin - Serie A - Champion : 2020 - Coupe d'Italie - Vainqueur : 2021 et 2024 - Finaliste : 2020 et 2022 - Supercoupe d'Italie - Vainqueur : 2020 - Finaliste : 2019 et 2021 |  |  |  |  |  |  |  |  |

### En Sélection
- Brésil
  - Vainqueur de la Coupe du monde des moins de 20 ans en 2011
  - Médaille d'argent aux Jeux olympiques d'été de 2012
  - Finaliste de la Copa América en 2021